# Saint-Cyr-la-Rivière
Saint-Cyr-la-Rivière település Franciaországban, Essonne megyében. Lakosainak száma 472 fő (2022. január 1.). Saint-Cyr-la-Rivière Saclas, Abbéville-la-Rivière, Arrancourt, Boissy-la-Rivière, Fontaine-la-Rivière és Le Mérévillois községekkel határos.

## Népesség
A település népessége az elmúlt években az alábbi módon változott:
| Lakosok száma | 496  | 510  | 527  | 517  | 517  | 524  | 506  | 489  | 472  |
|               | 2013 | 2015 | 2016 | 2017 | 2018 | 2019 | 2020 | 2021 | 2022 |